# Elecciones legislativas de Argentina de 1942
Las elecciones legislativas de Argentina de 1942 tuvieron lugar el domingo 1 de marzo del mencionado año con el objetivo de renovar 79 de las 158 bancas de la Cámara de Diputados, cámara baja del Congreso de la Nación Argentina, que ejercerían funciones por el período 1942-1946 y 6 bancas por el período 1942-1944. Fueron las últimas elecciones que tuvieron lugar durante el período conocido como Década Infame (1930-1943), durante el cual el gobierno de la alianza conservadora conocida como Concordancia (compuesta por el Partido Demócrata Nacional, la Unión Cívica Radical Antipersonalista y otras formaciones provinciales y municipales) se mantenía en el poder por medio de un abierto fraude electoral, denominado como «fraude patriótico», con la Unión Cívica Radical y el Partido Socialista como principales fuerzas de la oposición.
El rápido deterioro de salud del presidente Roberto Marcelino Ortiz, que había intentado lograr una salida democrática para el régimen, provocó que su vicepresidente Ramón S. Castillo tomara el poder interinamente, comenzando un proceso de inversión en la agenda reformista del jefe de Estado. Asimismo, el líder de la UCR, el expresidente Marcelo Torcuato de Alvear, enfrentaba una dura crisis interna debido al fracaso de su estrategia negociadora con el gobierno. En paralelo con la restauración de las prácticas fraudulentas, Castillo empezó también a disolver progresivamente la Concordancia para cercar más el gobierno en torno al Partido Demócrata Nacional, provocando rupturas en su alianza con el Partido Radical Unificado en Santiago del Estero, con el Pacto Autonomista - Liberal de Corrientes y con la Defensa Provincial - Bandera Blanca en Tucumán y limitándose a conservar algunas alianzas con el radicalismo antipersonalista, que pasó rápidamente a un segundo plano.
La oposición se abstuvo en tres distritos, ante la falta de garantías, y en algunas localidades de la provincia de Buenos Aires. Con este escenario, la abstención fue muy alta y el oficialismo obtuvo un triunfo aplastante con el 53% de los votos y 47 de los 85 escaños en disputa. Sin embargo, debido al triunfo obtenido en las anteriores elecciones, el radicalismo continuó siendo por poco la primera fuerza parlamentaria, pese a recibir solo el 25% de los votos y 25 escaños. El Partido Socialista, a su vez, recuperó terreno y se impuso holgadamente en la Capital Federal, recuperando la representación de la mayoría. Entre las 71 bancas de los distintos partidos radicales, las 17 del socialismo y una restante correspondiente al bloquismo sanjuanino, los partidos opositores conservaron con facilidad la mayoría en la Cámara con 89 diputados contra 69, permitiendo al radical José Luis Cantilo permanecer como presidente del cuerpo. Con solo un 66% del padrón emitiendo sufragio, se trató de la última instancia en la que menos de dos tercios de los electores registrados han concurrido a votar en una elección nacional argentina.
La alta abstención y la derrota ante el socialismo en Capital Federal demostró una gran pérdida de confianza por parte de la opinión pública para con la UCR, consierando que el partido había fracasado como oposición al gobierno fraudulento. Alvear presentó su dimisión como presidente del Comité Nacional del radicalismo como respuesta a la abrumadora derrota. Si bien esta fue rechazada por la cúpula partidaria, el expresidente falleció pocos días después, el 23 de marzo, dejando al radicalismo ante un duro vacío de poder. La renuncia y muerte de Ortiz a mediados de año dejó a Castillo en la presidencia, poniendo fin al proyecto democratizador. En última instancia, el gobierno conservador fue derrocado por un golpe de Estado militar el 4 de junio de 1943.

## Reglas electorales

### Sistema electoral
Los comicios se realizaron bajo el texto constitucional sancionado en 1853. Dicha carta magna establecía que la Cámara de Diputados de la Nación Argentina debía estar compuesta por representantes de cada uno de los distritos argentinos considerados "provincias", y la ciudad de Buenos Aires, en calidad de Capital Federal de la República. Por tal motivo, los territorios nacionales no gozaban de representación parlamentaria. Del mismo modo, los diputados se elegirían por mitades de manera escalonada cada dos años, con mandatos de cuatro años para cada diputado.
En ese momento existían catorce provincias, lo que junto a la Capital Federal daba un total de quince distritos electorales. El sistema electoral empleado era el de mayoría y minoría o lista incompleta, bajo el cual los dos partidos más votados obtenían toda la representación. También el sistema adoptó el Panachage el cual dio a los electores la posibilidad de tachar o adicionar candidatos en las listas. En algunas provincias, con tan solo dos diputados de representación, el escrutinio era en la práctica mayoritario, con las dos bancas correspondiendo al partido más votado. Estos distritos, así como los que contaban con solo tres escaños (dos por mayoría y uno por minoría) no renovaban de manera escalonada.

### Bancas a renovar
| Provincia           | Bancas totales | Bancas a elegir | Bancas a elegir | Bancas a elegir |
| Provincia           | Bancas totales | Totales         | Mayoría         | Minoría         |
| ------------------- | -------------- | --------------- | --------------- | --------------- |
| Buenos Aires        | 42             | 23              | 16              | 7               |
| Capital Federal     | 32             | 18              | 12              | 6               |
| Catamarca           | 2              | 2               | 2               | —               |
| Córdoba             | 15             | 6               | 4               | 2               |
| Corrientes          | 7              | 3               | 2               | 1               |
| Entre Ríos          | 9              | 3               | 2               | 1               |
| Jujuy               | 2              | 2               | 2               | —               |
| La Rioja            | 2              | 2               | 2               | —               |
| Mendoza             | 6              | 3               | 2               | 1               |
| Salta               | 3              | 3               | 2               | 1               |
| San Juan            | 3              | 3               | 2               | 1               |
| San Luis            | 3              | —               | —               | —               |
| Santa Fe            | 19             | 11              | 8               | 3               |
| Santiago del Estero | 6              | 3               | 2               | 1               |
| Tucumán             | 7              | 3               | 2               | 1               |
| Total               | 158            | 85              | 60              | 25              |

## Resultados
| Partido/Alianza                    | Partido/Alianza                                       | Partido/Alianza                                       | Votos     | %     | Bancas      | Bancas      | Bancas      | Bancas      |
| Partido/Alianza                    | Partido/Alianza                                       | Partido/Alianza                                       | Votos     | %     | Obtenidas   | +/-         | Totales     | +/-         |
| ---------------------------------- | ----------------------------------------------------- | ----------------------------------------------------- | --------- | ----- | ----------- | ----------- | ----------- | ----------- |
|                                    |                                                       | Partido Demócrata Nacional (PDN)                      | 619.859   | 31,85 | 29/85       | 19          | 52/158      | 3           |
|                                    | Concordancia                                          | 246.121                                               | 12,65     | 8/85  | Sin cambios | —           | Sin cambios |             |
|                                    | Unión Cívica Radical de Santa Fe (UCR-SF)             | 151.450                                               | 7,78      | 8/85  | 5           | 11/158      | 3           |             |
|                                    | Partido Agrario                                       | 16.100                                                | 0,83      | 1/85  | 1           | 1/158       | 1           |             |
|                                    | Unión Cívica Radical Antipersonalista (UCR-A)         | 15.082                                                | 0,77      | 1/85  | 1           | 5/158       | 6           |             |
| Total Concordancia                 | Total Concordancia                                    | Total Concordancia                                    | 1.048.612 | 53,88 | 47/85       | 24          | 69/158      | 3           |
|                                    | Unión Cívica Radical (UCR)                            | Unión Cívica Radical (UCR)                            | 492.243   | 25,29 | 23/85       | 29          | 67/158      | 11          |
|                                    | Partido Socialista (PS)                               | Partido Socialista (PS)                               | 188.444   | 9,68  | 12/85       | 7           | 17/158      | 12          |
|                                    | Partido Demócrata Progresista (PDP)                   | Partido Demócrata Progresista (PDP)                   | 49.198    | 2,53  | —           | Sin cambios | —           | Sin cambios |
|                                    | Concentración Obrera (CO)                             | Concentración Obrera (CO)                             | 32.126    | 1,65  | —           | Sin cambios | —           | Sin cambios |
|                                    | Unión Cívica Radical Concurrencista (UCR-C)           | Unión Cívica Radical Concurrencista (UCR-C)           | 26.612    | 1,37  | 1/85        | 1           | 1/158       | Sin cambios |
|                                    | Unión de Contribuyentes                               | Unión de Contribuyentes                               | 19.922    | 1,02  | —           | Sin cambios | —           | Sin cambios |
|                                    | Defensa Provincial - Bandera Blanca (DP-BB)           | Defensa Provincial - Bandera Blanca (DP-BB)           | 13.229    | 0,68  | —           | Sin cambios | —           | Sin cambios |
|                                    | Unión Cívica Radical Unificada (UCR-U)                | Unión Cívica Radical Unificada (UCR-U)                | 13.100    | 0,67  | —           | 3           | 2/158       | 4           |
|                                    | Alianza Unión Cívica Radical - Frente Popular Agrario | Alianza Unión Cívica Radical - Frente Popular Agrario | 12.955    | 0,67  | —           | Sin cambios | —           | Sin cambios |
|                                    | Unión Cívica Radical Bloquista (UCR-B)                | Unión Cívica Radical Bloquista (UCR-B)                | 8.864     | 0,46  | 1/85        | 1           | 1/158       | 1           |
|                                    | Partido Socialista Obrero (PSO)                       | Partido Socialista Obrero (PSO)                       | 7.711     | 0,40  | —           | Sin cambios | —           | Sin cambios |
|                                    | Partido Radical                                       | Partido Radical                                       | 6.234     | 0,32  | —           | Sin cambios | —           | Sin cambios |
|                                    | Unión Cívica Radical de Salta                         | Unión Cívica Radical de Salta                         | 6.044     | 0,31  | 1/85        | 1           | 1/158       | 1           |
|                                    | Partido Salud Pública (PSP)                           | Partido Salud Pública (PSP)                           | 5.523     | 0,28  | —           | Sin cambios | —           | Sin cambios |
|                                    | Partido Cívico Popular                                | Partido Cívico Popular                                | 5.436     | 0,28  | —           | Sin cambios | —           | Sin cambios |
|                                    | Frente Democrático                                    | Frente Democrático                                    | 3.414     | 0,18  | —           | Sin cambios | —           | Sin cambios |
|                                    | Partido Conservador (PC)                              | Partido Conservador (PC)                              | 3.016     | 0,15  | —           | Sin cambios | —           | Sin cambios |
|                                    | Unión Vecinal                                         | Unión Vecinal                                         | 2.364     | 0,12  | —           | Sin cambios | —           | Sin cambios |
|                                    | Unión Republicana                                     | Unión Republicana                                     | 695       | 0,04  | —           | Sin cambios | —           | Sin cambios |
|                                    | Otros                                                 | Otros                                                 | 391       | 0,02  | —           | Sin cambios | —           | Sin cambios |
|                                    |                                                       |                                                       |           |       |             |             |             |             |
| Votos positivos                    | Votos positivos                                       | Votos positivos                                       | 1.946.133 | 95,63 |             |             |             |             |
| Votos en blanco y anulados         | Votos en blanco y anulados                            | Votos en blanco y anulados                            | 87.062    | 4,28  |             |             |             |             |
| Diferencia de actas                | Diferencia de actas                                   | Diferencia de actas                                   | 1.937     | 0,10  |             |             |             |             |
| Total de votos                     | Total de votos                                        | Total de votos                                        | 2.035.132 | 100   |             |             |             |             |
| Votantes registrados/participación | Votantes registrados/participación                    | Votantes registrados/participación                    | 3.058.946 | 66,53 |             |             |             |             |
| Fuente:                            |                                                       |                                                       |           |       |             |             |             |             |

## Resultados por distrito
|  | 74,70 % |

|  | 17,60 % |

|  | 4,30 % |

|  | 3,40 % |

|  | 0,01 % |

|  | 97,07 % |

|  | 2,93 % |

|  | 100 % |

|  | 51,21 % |

|  | 33,11 % |

|  | 28,99 % |

|  | 21,23 % |

|  | 7,49 % |

|  | 4,65 % |

|  | 1,45 % |

|  | 1,29 % |

|  | 0,92 % |

|  | 0,70 % |

|  | 0,16 % |

|  | 99,74 % |

|  | 0,26 % |

|  | 100 % |

|  | 78,72 % |

|  | 100 % |

|  | 77,27 % |

|  | 22,25 % |

|  | 0,48 % |

|  | 100 % |

|  | 69,64 % |

|  | 53,48 % |

|  | 42,95 % |

|  | 3,57 % |

|  | 93,15 % |

|  | 6,34 % |

|  | 0,30 % |

|  | 0,21 % |

|  | 100 % |

|  | 62,46 % |

|  | 70,93 % |

|  | 21,39 % |

|  | 4,54 % |

|  | 3,14 % |

|  | 93,57 % |

|  | 6,31 % |

|  | 0,12 % |

|  | 100 % |

|  | 63,90 % |

|  | 54,89 % |

|  | 42,16 % |

|  | 2,86 % |

|  | 0,09 % |

|  | 93,19 % |

|  | 6,81 % |

|  | 100 % |

|  | 77,60 % |

|  | 69,92 % |

|  | 30,08 % |

|  | 95,07 % |

|  | 1,20 % |

|  | 0,30 % |

|  | 0,01 % |

|  | 3,42 % |

|  | 100 % |

|  | 73,69 % |

|  | 96,60 % |

|  | 3,37 % |

|  | 0,02 % |

|  | 87,04 % |

|  | 12,46 % |

|  | 0,39 % |

|  | 0,11 % |

|  | 100 % |

|  | 62,40 % |

|  | 77,37 % |

|  | 15,86 % |

|  | 5,41 % |

|  | 1,35 % |

|  | 0,01 % |

|  | 94,86 % |

|  | 4,85 % |

|  | 0,01 % |

|  | 0,28 % |

|  | 100 % |

|  | 65,84 % |

|  | 76,97 % |

|  | 16,67 % |

|  | 6,36 % |

|  | 95,04 % |

|  | 2,65 % |

|  | 2,25 % |

|  | 0,06 % |

|  | 100 % |

|  | 64,72 % |

|  | 64,33 % |

|  | 23,91 % |

|  | 6,45 % |

|  | 5,30 % |

|  | 96,88 % |

|  | 3,12 % |

|  | 100 % |

|  | 72,19 % |

|  | 53,57 % |

|  | 26,62 % |

|  | 17,40 % |

|  | 2,33 % |

|  | 0,07 % |

|  | 93,83 % |

|  | 6,06 % |

|  | 0,11 % |

|  | 100 % |

|  | 77,13 % |

|  | 63,82 % |

|  | 18,81 % |

|  | 17,37 % |

|  | 95,77 % |

|  | 4,23 % |

|  | 100 % |

|  | 66,55 % |

|  | 28,57 % |

|  | 24,65 % |

|  | 12,25 % |

|  | 12,00 % |

|  | 11,26 % |

|  | 6,23 % |

|  | 5,04 % |

|  | 93,41 % |

|  | 6,59 % |

|  | 100 % |

|  | 82,25 % |

1. ↑  Electo para completar el mandato de Carlos Güiraldes (h) (1940-1944).
2. ↑  Electo para completar el mandato de Francisco Emparanza (1940-1944).
3. 1 2 3 4 5 6 7 8 9 10 11  Renunció antes de asumir.
4. ↑  Electo para completar el mandato de Víctor Juan Guillot (1940-1944).
5. ↑  Electo para completar el mandato de Carlos Noel (1940-1944).
6. ↑  Electo para completar el mandato de José Guillermo Bertotto (1940-1944).
7. ↑  Electo para completar el mandato de Armando V. Chiodi (1940-1944).